# SUPER COUNTDOWN 10
SUPER COUNTDOWN 10（スーパーカウントダウンテン）は、1997年10月から2006年3月まで火曜会が企画し、文化放送（QR）が制作を受託する形で放送されていた邦楽ヒットチャートのラジオ番組。

## 概要
1962年（昭和37年）スタートの長寿番組『全国歌謡ベストテン』が、時代の変化についていけなくなり1997年（平成9年）10月改編限りで打ち切られることになった。本番組はその後継として企画されるとともに、同じQRで関東ローカル向けに放送されていた『FRIDAY SUPER COUNTDOWN 50』の全国ネット向けダイジェスト版という意味合いも込められた。

『全国歌謡』では番組宛や火曜会加盟局への電話やハガキによるリクエスト、シングルレコード（CD）売上、選定委員会の順位の4要素を元にランキングを決定したが、当番組は前週金曜日放送の『FRIDAY SUPER COUNTDOWN 50』で決められたランキングの上位10曲をそのまま紹介する形式とした。ただし『FRIDAY SUPER COUNTDOWN 50』の前身の『決定!全日本歌謡選抜』よりも前から続いていた『全国歌謡』の伝統を引き継ぐため、新たに「火曜会加盟局総合ランキング」が作られ、『FRIDAY SUPER COUNTDOWN 50』のランキング作成で参考にされた。

『FRIDAY SUPER COUNTDOWN 50』の内容変更、パーソナリティ交代に伴い、2006年（平成18年）4月改編限りで終了。後継番組の『J-Hits COUNTDOWN』にはQRは参加せず、『FRIDAY SUPER COUNTDOWN 50』のランキングも使われなくなり、『全国歌謡』時代のような独自ランキング編成に戻った。

## パーソナリティ
- 吉田涙子（QR元アナウンサー、後の同局報道記者。）

## 音楽チャートの内容
基本的に吉田が担当していたQRの「FRIDAY SUPER COUNTDOWN 50」のトップ10チャートと同等。しかし、2003年4月に各ネット局が改編を行った際、ネット局の中には当番組の放送が1～2回分中断された局もあった。そのため、ネット局によっては「FRIDAY SUPER COUNTDOWN 50」よりもチャートの発表周期が遅れた局が存在した。
リクエストしたリスナーには、抽選で3000円分の音楽ギフトカードが貰え、後のJ-Hits COUNTDOWNにも引き継がれた。

## 各局の放送時間（2005年10月改編時）
- 青森放送 　日曜24:30～25:00
- 山形放送 　土曜23:00～23:30
- ラジオ福島 　日曜21:00～21:30
- 新潟放送 　日曜23:30～24:00
- 信越放送 　日曜22:30～23:00
- 山梨放送 　月曜19:00～19:30
- 静岡放送 　日曜24:30～25:00
- 北日本放送 　日曜17:00～17:30
- 北陸放送 　日曜22:00～22:30
- 福井放送 　日曜15:00～15:30
- KBS京都 　水曜24:00～24:30
- ラジオ関西 　水曜27:00～27:30
- 和歌山放送 　土曜23:00～23:30
- 山陰放送 　土曜22:00～22:30
- 山口放送 　土曜22:00～22:30
- 四国放送 　土曜23:00～23:30
- 西日本放送 　日曜22:30～23:00
- 宮崎放送 　土曜22:30～24:00
- 南日本放送 　日曜22:30～23:00